# Tectaria jardini
Tectaria jardini är en ormbunkeart som först beskrevs av Georg Heinrich Mettenius, och fick sitt nu gällande namn av E. Brown. Tectaria jardini ingår i släktet Tectaria och familjen Tectariaceae. Inga underarter finns listade.